# Saeed Ahmad Khan
Saeed Ahmad Khan (* 1900; † 15. November 1996 in Lahore) war erst Anhänger und vom 15. November 1981 bis 15. November 1996 auch der Leiter (Emir) der Ahmadiyya Andschuman Ischat-i-Islam Lahore (AAIIL), einer islamischen Konfession.
Ahmad wurde im Hazara-Gebiet der North West Frontier von Britisch-Indien (heute ein Teil Pakistans) geboren. Sein Vater, Muhammad Yahya, und sein Onkel, Muhammad Yaqub, waren bereits Mitglied der Ahmadiyya-Bewegung. Er war die letzte der AAIIL zugehörenden Person, die das Baiat persönlich an der Hand Mirza Ghulam Ahmads ablegte, im Alter von acht Jahren. Er ging mit seinem Vater im Dezember 1907 nach Qadian und blieb dort für drei Monate.

## Ausbildung
Er kehrte 1912 zurück, um in der Ahmadiyya-Schule in Qadian zu lernen, bekannt als die Taleem-ul-Islam High School, und erhielt im nächsten Jahr die Erlaubnis. 1914 spaltete sich die Ahmadiyya-Bewegung nach dem Ableben von Hakim Nuur ud-Din, Khalifat ul-Massih I., und Ahmad kehrte nach Hause zurück, um seine Ausbildung in der Provinzstadt Abbottabad fortzusetzen. Er studierte am King Edward’s Medical College, Lahore, und erreichte 1925 einen Abschluss in Medizin. Er war der erste Muslim auf dem College, der eine Auszeichnungsmedaille für seine Studien bekam. In Lahore verfolgte er Muhammad Alis Lesungen/Erklärungen/Auslegungen über den Koran und wurde sein Schüler/Jünger. Er wurde der erste Präsident der Vereinigung junger Ahmadi-Männer. Er war Hafiz des Korans und beherrschte das Klassische Arabisch / Alt-Arabisch.

## Wirken und Werke
Nach Abschluss seines Studiums war Saeed Ahmad im staatlichen Gesundheitsdienst tätig und hatte sich dort auf Lungenerkrankungen spezialisiert. Im Jahr 1939 wurde er der erste Leiter  des staatlichen Tuberkulose-Sanatoriums in Dadar an der Nord-West-Grenze, diese Funktion hatte er bis 1964 inne. Ihm wurde von der britischen Verwaltung in Indien der Titel Khan Bahadar und von der pakistanischen Regierung der Titel Sitara-i Khidmat verliehen.
Er gab sein Amt als Arzt im Jahr 1964 auf, behandelte aber weiterhin mittellose Patienten ohne Entgelt in Abbottabad. Er ließ in der Nähe seines Hauses eine Moschee errichten und führte dort für die Ahmadiyya-Bewegung in Lahore im Sommer Schulungen durch. 1974 zog er infolge der Anti-Ahmadiyya Unruhen in Pakistan nach Lahore um. Einige Unruhestifter wiegelten als Teil ihrer Bestrebungen, die Ahmadiyya-Bewegung durch ein Gesetz der pakistanischen Regierung zu einer nicht-islamischen Organisation erklären zu lassen, die Bevölkerung zu Angriffen auf die Ahmadi-Anhänger auf. Ahmad erlitt durch die Vernichtung seines Hauses und seiner Klinik durch ein Feuer finanzielle Verluste und erhielt wegen seines Festhaltens am Glauben der Ahmadiyya Todesdrohungen. Er wies jedoch alle Vorschläge der Aufrührer zurück, den Begriff „Ahmadiyya“ aus dem Namen der Bewegung zu entfernen, um weiterhin als islamische Organisation anerkannt zu bleiben.
Ahmad wurde 1981 zum Oberhaupt (Emir) der Bewegung gewählt, nach dem er mehrere Jahre senior Vice-president gewesen war. Als Emir bereiste er das Vereinigte Königreich, die Vereinigten Staaten, die Niederlande, Kanada, Trinidad und Tobago, Guyana und Surinam. Er starb im Alter von 96 Jahren am 15. November 1996 in Lahore in Pakistan.